# Ben Welden
Ben Welden (n. 12 iunie 1901, Toledo, Ohio, SUA – d. 17 octombrie 1997, Woodland Hills⁠(d), California, SUA) a fost un actor american care a jucat în mai multe filme și seriale cu gangsteri între 1930 și 1966. A luptat pentru Armata Statelor Unite în cel de-al Doilea Război Mondial.

## Primii ani
Welden s-a născut ca Benjamin Weinblatt în Toledo, Ohio.

## Carieră
Mic de statură, cu chelie și oarecum gras, Welden juca adesea roluri negative, adesea într-un mod comic, compensând natura sinistră a acțiunilor personajului său. Unul din rolurile care intră în această categorie a fost cel din Somnul de veci (1946).

## Deces
Welden a murit la vârsta de 96 de ani, la 17 octombrie 1997, în Woodland Hills, California.

## Filmografie selectivă
- Femei de noapte (1937)
- Teroare (1937)
- În umbra prohibiției 1939
- Somnul de veci (1946)
- Iubita piratului (1950)
- Killers from Space (1954)

## Legături externe
- Ben Welden la Internet Movie Database
- en Ben Welden la Internet Broadway Database